# Pierwiastek jednostkowy
Pierwiastek jednostkowy (ang. unit root) – właściwość niektórych procesów stochastycznych (na przykład procesów błądzenia losowego), która może utrudniać wnioskowanie statystyczne przy modelowaniu szeregów czasowych. Liniowy proces stochastyczny ma pierwiastek jednostkowy, gdy pierwiastkiem równania charakterystycznego procesu jest 1. Taki proces jest niestacjonarny, choć niekoniecznie charakteryzuje się trendem. 
Obecność pierwiastka jednostkowego sprawdza się z wykorzystaniem statystycznych testów pierwiastka jednostkowego, np. testu Dickeya-Fullera. 

## Definicja
Rozważmy proces stochastyczny o czasie dyskretnym  {\displaystyle (y_{t},t=1,2,3,\ldots )}, który można zapisać w formie procesu autoregresyjnego rzędu p:
{\displaystyle y_{t}=a_{1}y_{t-1}+a_{2}y_{t-2}+\cdots +a_{p}y_{t-p}+\varepsilon _{t},}
gdzie {\displaystyle (\varepsilon _{t},t=0,1,2,\ldots ,)} to nieskorelowany proces o średniej zero i stałej wariancji {\displaystyle \sigma ^{2}}. Dla wygody przyjmijmy {\displaystyle y_{0}=0}. Jeśli {\displaystyle m=1} jest jednokrotnym pierwiastkiem równania charakterystycznego:
{\displaystyle m^{p}-m^{p-1}a_{1}-m^{p-2}a_{2}-\cdots -a_{p}=0,}
to proces stochastyczny ma pierwiastek jednostkowy i jest procesem zintegrowanym rzędu pierwszego, co zapisujemy I(1).  

## Przykład
Model autoregresyjny pierwszego rzędu AR(1): {\displaystyle y_{t}=a_{1}y_{t-1}+\varepsilon _{t}} ma pierwiastek jednostkowy, gdy {\displaystyle a_{1}=1}. W tym przykładzie równanie charakterystyczne to {\displaystyle m-a_{1}=0}, a jego pierwiastek to {\displaystyle m=1}.